# Hugh Porter
Hugh William Porter (Wolverhampton, 27 de enero de 1940) es un deportista británico que compitió en ciclismo en la modalidad de pista, especialista en la prueba de persecución individual. Está casado con la nadadora Anita Lonsbrough.
Ganó ocho medallas en el Campeonato Mundial de Ciclismo en Pista entre los años 1963 y 1973.
Participó en los Juegos Olímpicos de Tokio 1964, ocupando el quinto lugar en la disciplina de persecución individual.

## Medallero internacional
| Campeonato Mundial | Campeonato Mundial        | Campeonato Mundial | Campeonato Mundial         |
| Año                | Lugar                     | Medalla            | Competición                |
| ------------------ | ------------------------- | ------------------ | -------------------------- |
| 1963               | Rocourt ( Bélgica)        | Medalla de bronce  | Persecución individual (A) |
| 1967               | Ámsterdam ( Países Bajos) | Medalla de plata   | Persecución individual (P) |
| 1968               | Roma ( Italia)            | Medalla de oro     | Persecución individual (P) |
| 1969               | Amberes ( Bélgica)        | Medalla de plata   | Persecución individual (P) |
| 1970               | Leicester ( Reino Unido)  | Medalla de oro     | Persecución individual (P) |
| 1971               | Varese ( Italia)          | Medalla de bronce  | Persecución individual (P) |
| 1972               | Marsella ( Francia)       | Medalla de oro     | Persecución individual (P) |
| 1973               | San Sebastián ( España)   | Medalla de oro     | Persecución individual (P) |